# Saranac Lake
Saranac Lake est un village situé sur les rives nord du Lake Flower dans l'État de New York entre les comtés de Franklin et d'Essex aux États-Unis. Au recensement de 2010, il comptait 5 406 habitants.
En 2017, la ville accueille les 10e championnats du monde de raquette à neige.

## Démographie
| Groupe            | Saranac Lake | New York | États-Unis |
| ----------------- | ------------ | -------- | ---------- |
| Blancs            | 94,9         | 66,8     | 72,4       |
| Métis             | 1,8          | 3,0      | 2,9        |
| Afro-Américains   | 1,5          | 15,9     | 12,6       |
| Asiatiques        | 0,9          | 7,3      | 4,8        |
| Amérindiens       | 0,8          | 0,6      | 0,9        |
| Autres            | 0,2          | 7,5      | 6,4        |
| Total             | 100          | 100      | 100        |
|                   |              |          |            |
| Latino-Américains | 1,8          | 17,6     | 16,7       |

Selon l'American Community Survey pour la période 2010-2014, 97,49 % de la population âgée de plus de 5 ans déclare parler l'anglais à la maison, 1,06 % déclare parler le russe et 1,45 % une autre langue.